# 世にも奇妙な物語 冬の特別編 (1991年12月)
『世にも奇妙な物語 冬の特別編』（よにもきみょうなものがたり ふゆのとくべつへん）は、1991年12月26日（木）19:00 - 20:54にフジテレビで放送された『世にも奇妙な物語』の特別編。

## 王将

### キャスト
- 玉沢大八 - 丹波哲郎
- 龍ヶ崎健太 - 高橋一也
- 後藤えり子
- 鈴木義男
- 松熊信義
- 三川雄三
- 榎田逸美
- 深谷隆
- 赤坂広人
- 関口真理子
- 鮎原美帆
- 武川信介
- 岸本一人

### スタッフ
- 脚本 - 中村功一
- 演出 - 星護

## 午前3時のノック

### キャスト
- 戸川美也子 - 工藤静香
- 市村 - 橋爪淳
- 安永亜衣
- 荒井乃梨子
- 高木真美子
- 井上泰夫
- 宮本大誠
- 寺田千穂
- 伊藤博幸
- 秋山晴子

### スタッフ
- 原案 - 小河原一博
- 脚本 - 月島水樹、笠原邦暁
- 演出 - 松田秀知

## 犬の穴

### キャスト
- 上村 - 三浦友和
- 青山知可子
- 長谷まりの
- 須賀不二男
- 江崎玲菜
- 奥谷昭夫
- 浅田美代子

### スタッフ
- 原作 - 山田正紀「犬の穴」（『まだ名もない悪夢』所集 / 徳間書店）
- 脚本 - 笠原邦暁
- 演出 - 星田良子

## 23分間の奇跡

### キャスト
- 鈴木マリ - 賀来千香子
- 松美里杷
- 反田孝幸
- 中澤早紀
- 星野真里
- 清水香里
- 荻野純一
- 堀裕晶
- 堀内詩凡
- 坂田めぐみ
- 湯澤真伍
- 森川浩雅

### スタッフ
- 原作 - ジェームズ・クラベル「23分間の奇跡」（集英社）
- 脚本 - 石井信之
- 演出 - 河野圭太

## ハッピーバースデー・ツー・マイホーム

### キャスト
- 僕 - 役所広司
- 妻 - 岩崎良美
- 父 - 河原崎建三
- 斉藤満喜子
- 武藤洋行
- 遠藤哲司
- ト字たかお
- 澤井伽奈子
- 山本奈々
- 海野義貴
- 島村拓也
- 田中愛子
- 青木奈祐
- 北尾亘

### スタッフ
- 脚本 - 君塚良一
- 演出 - 落合正幸